# آناستاس میکویان
آناستاس هوُوانسی میکویان (به ارمنی: Անաստաս Հովհաննեսի Միկոյան) (روسی‏: Анаста́с Ива́нович Микоя́н) (زاده ۲۵ نوامبر ۱۸۹۵ – درگذشته ۲۱ اکتبر ۱۹۷۸) یکی از بلشویک‌های کهنه‌کار و دولتمرد ارمنی‌تبار اهل اتحاد جماهیر شوروی سوسیالیستی در دوره حکومت ولادیمیر لنین، ژوزف استالین، نیکیتا خروشچف، و لئونید برژنف بود.
او تنها سیاستمدار شوروی بود که توانست به‌طور بی‌وقفه در دوران استالین، خروشچف و برژنف، عضو عالیترین بخش حزب کمونیست اتحاد شوروی - پلیتبورو باشد. آرتم میکویان، طراح مشهور هواپیماهای میگ بردار او بود.
وی از آغاز انقلاب روسیه مشغول به فعالیت بود و در سال ۱۹۲۲ به عضویت کمیته مرکزی حزب کمونیست انتخاب شد و از سال ۱۹۳۸ تجارت خارجی شوروی را در دست داشت و در سال ۱۹۶۴ به سمت صدر هیئت رئیسه اتحاد جماهیر شوروی انتخاب گردید. آناستاس میکویان در ۲۱ اکتبر ۱۹۷۸ در سن ۸۲ سالگی درگذشت.

## نگارخانه

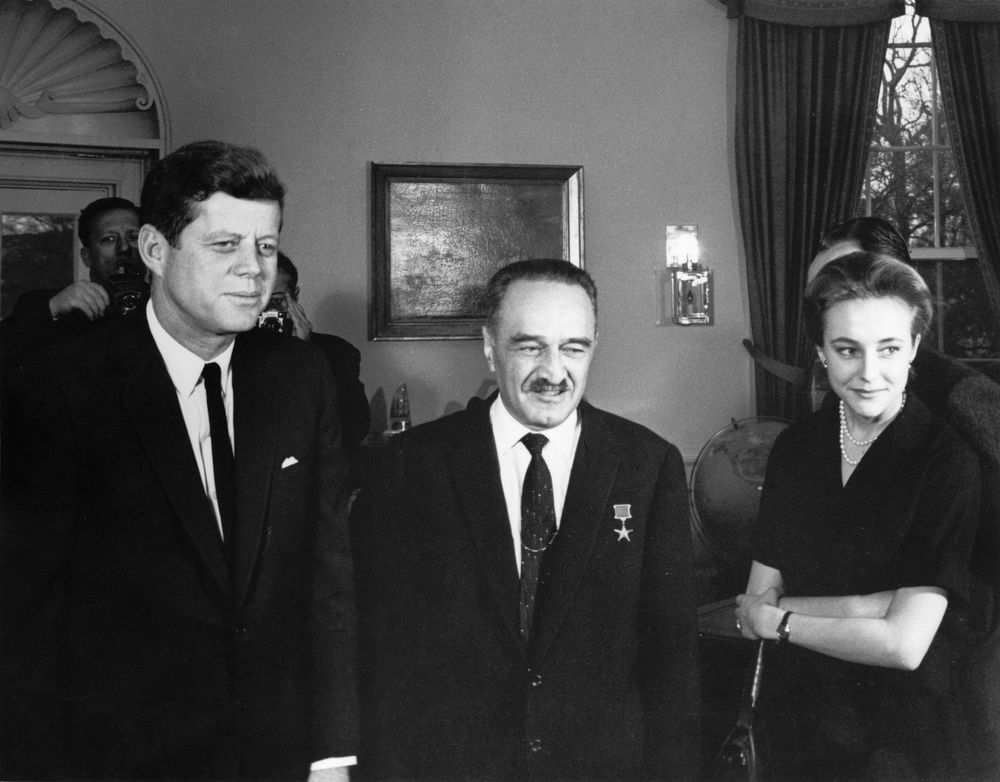
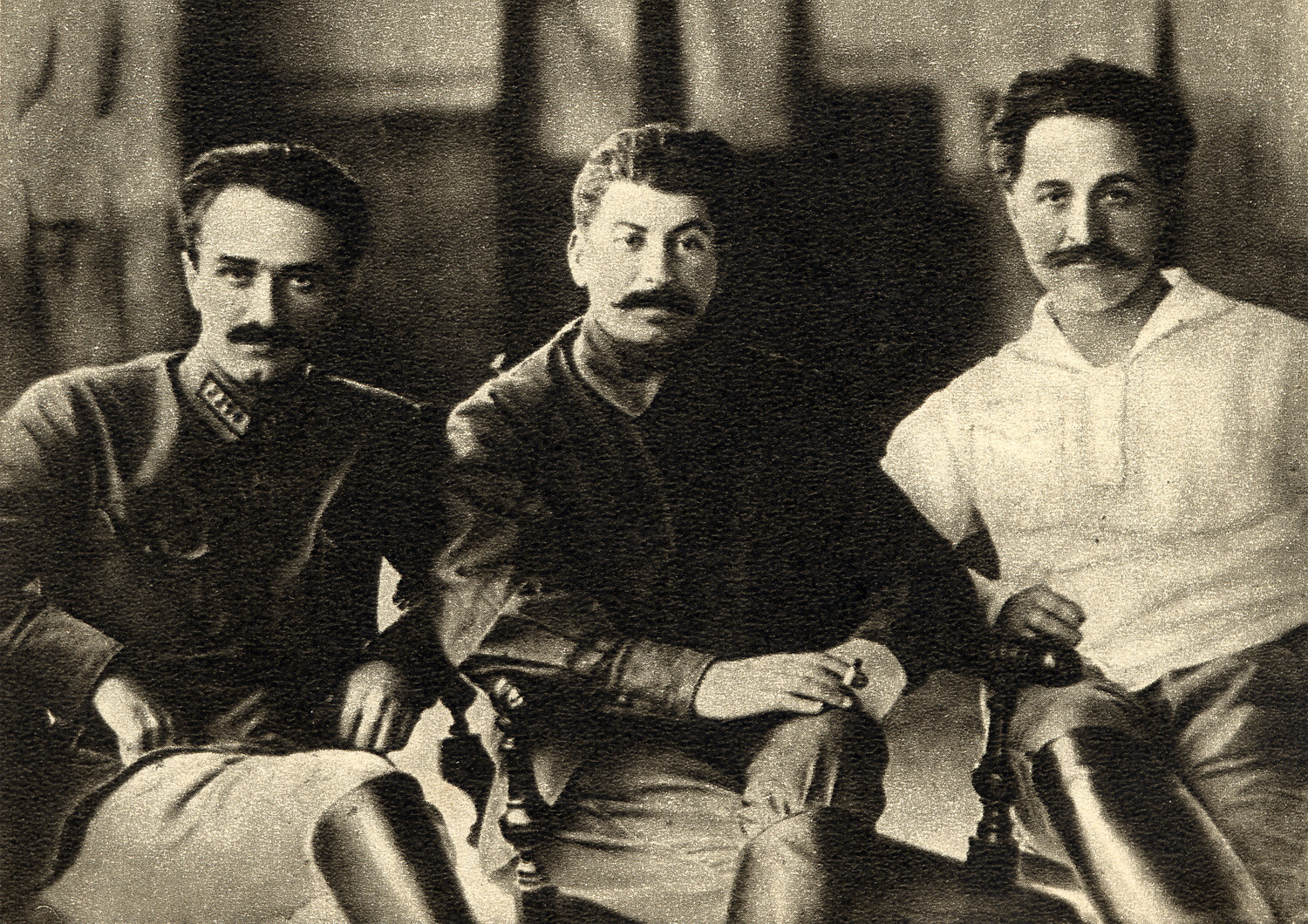
سه قفقازی: میکویان، استالین، ارژونیکیدزه
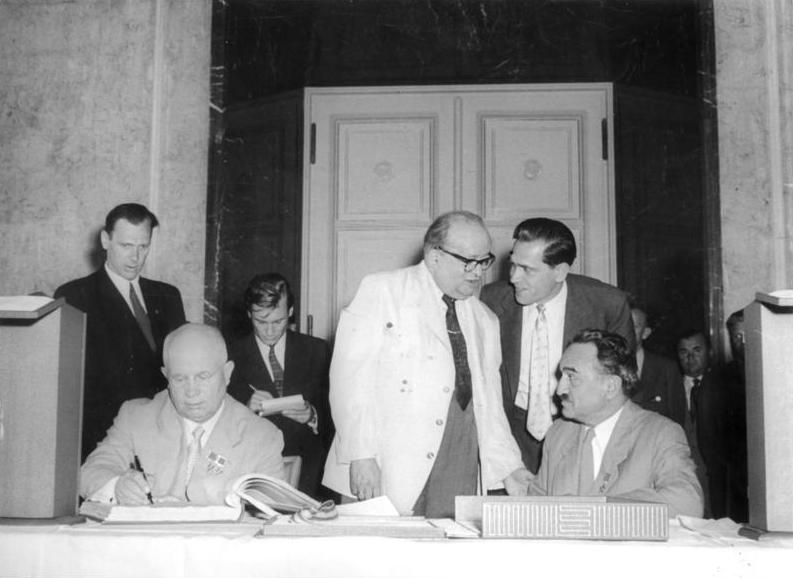
آناستاس میکویان به همراه نیکیتا خروشچف (نشسته سمت چپ) در برلین، ۱۹۵۷